# Кирляй
Кирляй — деревня в Ковылкинском районе Мордовии России. Входит в состав Рыбкинского сельского поселения.
Расположена на севере района, возле лесного массива, в 85-90 км к западу от Саранска.
Высота над уровнем моря — 158 м.
Деревня доступна по просёлочным дорогам.

## Население
| 2002 | 2009 | 2010 | 2012 |
| ---- | ---- | ---- | ---- |
| 8    | ↗9   | ↘8   | ↘7   |

Национальный состав
Согласно результатам переписи 2002 года, в национальной структуре населения русские составляли 100 % из 8 чел.